# Cartier Santos

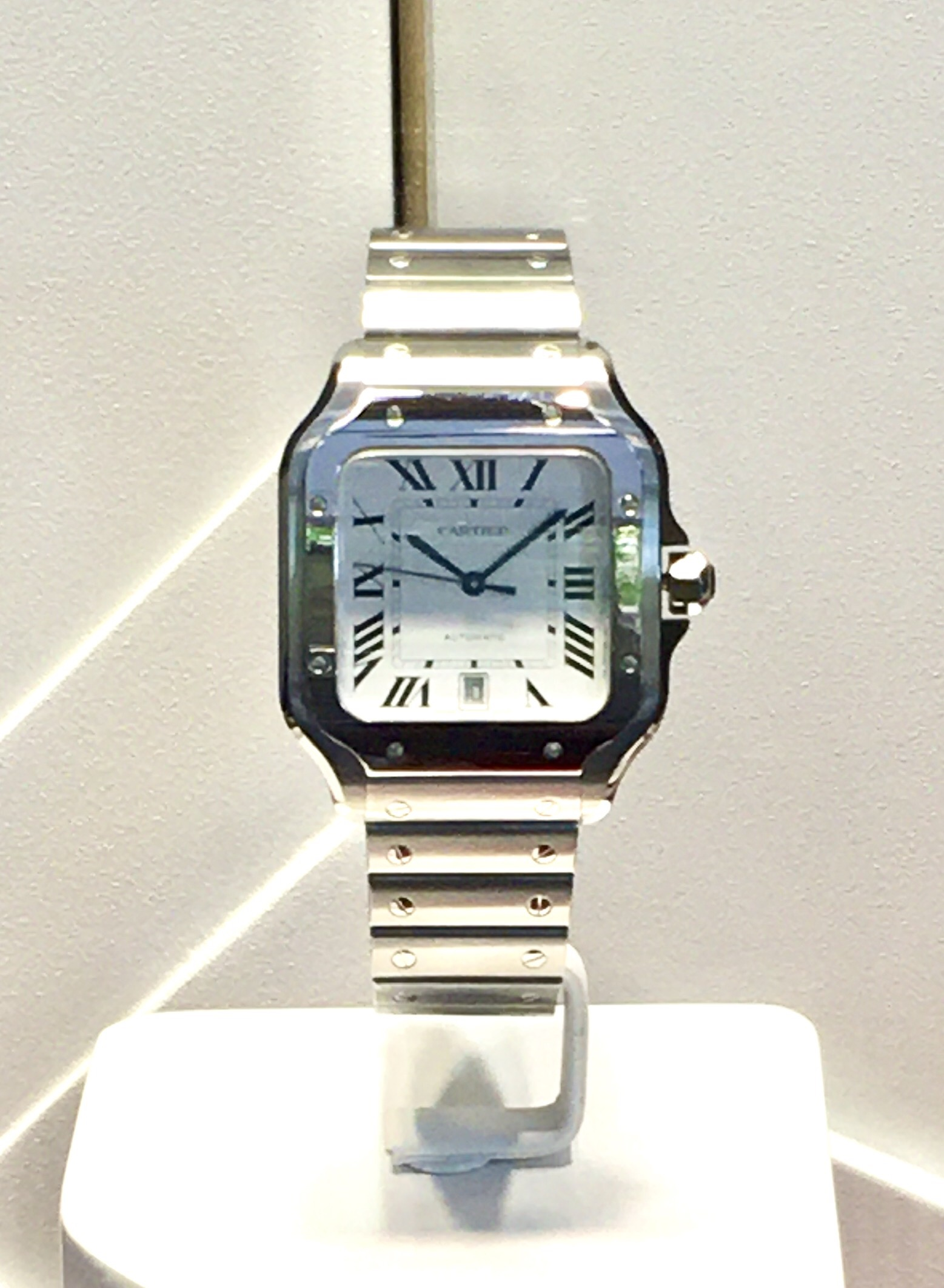
Carier Santos

Santos es un modelo de reloj mecánico creado por Cartier en el año de 1904. Es considerado el primer reloj de pulsera masculino y una de las piezas más icónicas de la historia de la relojería. En general, el diseño de su caja es cuadrado con esfera blanca, agujas azules y grandes números romanos.

## Diseño
El diseño Santos de Cartier rinde tributo a las aeronaves, en concreto a la del pionero piloto brasileño Alberto Santos Dumont. La primera versión era de caja cuadrada y grande, de trazos geométricos, las tres características que hasta el día de hoy permanecen en las recreaciones de este modelo: esfera blanca, agujas azules y grandes números romanos. Cabe mencionar que esta primera edición tenía correa de piel.

## Historia
La historia del modelo Santos de Cartier comenzó en 1904, con la relación de un piloto de aeronaves brasileño, Alberto Santos Dumont, y el fundador de la relojera parisina Cartier, Louis-François Cartier. El primero se quejaba de lo incómodo que era utilizar un reloj de bolsillo mientras volaba en su aeronave, y de lo peligroso que era soltar el timón de dirección para intentar mirar su reloj. Ante esta dificultad Cartier decidió diseñar una solución: un reloj que se atara a la muñeca para poder ser leído en un vistazo.
Al paso de los años numerosos modelos y variaciones de Santos de Cartier fueron lanzados al mercado, todos ellos colmados de piedras y metales preciados. Hasta el día de hoy sigue conservando el look art déco, pero se añadieron emblemáticos elementos como los tornillos en el bisel. Este icónico modelo resistió el embate de la Segunda Guerra Mundial, temporada en la cual casi toda la producción relojera se tuvo que hacer en cajas redondas.
En 1978 lanzó una versión que renovó la colección Santos y con la cual volvió a erigirse como un modelo a seguir. Con el fin de abaratar el costo del reloj, situación que no agradó a los críticos de entonces, se fabricó un modelo cuyo diseño combinaba el acero con el oro. La gente joven comenzó a comprar esta pieza, mientras las demás casas relojeras imitaban la innovación de Cartier.
En el 2004 se festejó el centenario de Santos de Cartier con la presentación de un modelo inspirado en Cartier Santos Dumont de 1913 (que solo se vendió en oro amarillo y correa de piel color café) y una versión con mecanismo desarrollado por Piaget, sin luneta y sin los acostumbrados tornillos expuestos en la caja.
Para festejar su centenario, en el año 2004, Cartier sacó al mercado Santos 100, que en la actualidad continúa se comercializando. En el 2009 una versión más de Santos 100 fue creada con caja de acero negro en ADLC (Amorphous Diamond Like Carbon) con acabado satinado y bisel de titanio.
Muchos puristas de la relojería señalan que la distinción de Cartier Santos está por desaparecer; afirman que con materiales más económicos se ha perdido la exclusividad con la que fue concebido y lo juzgan diciendo que se ha convertido en una pieza de consumo masivo. De cualquier manera, Santos sigue representando un estandarte de la casa relojera Cartier y de la historia de la relojería.